# Le Pétomane
Le Pétomane je scensko ime Josepha Pujola (1857-1945), francuskog zabavljača koji je publiku zabavljao zapanjujućom sposobnošću ispuštanja vjetrova. Ime dolazi od glagola peter što znači prdjeti i izvedenice riječi maniac.
Pujol je naime imao mogućnost kontrole abdominalnih mišića što mu je omogućavalo da ispušta vjetrove kada poželi.

## Životopis
Pujol je rođen u Marseillu 1857. godine u obitelji zidara i kipara. Svoj neobičan talent otkrio je sasvim slučajno, kupajući se u moru zaronio je i udahnuo pri čemu mu se u stražnjicu počela ulijevati voda. Panično je istrčao na obalu primijetivši da mu iz stražnjice curi voda. Otišao je na liječnički pregled, na kojem mu je liječnik rekao da nema razloga za zabrinutost.
Nakon što je završio sa školovanjem krenuo je na služenje vojnog roka gdje je svoje kolege uveseljavao svojim neobičnim talentom usisavajući anusom vodu iz posuda te je zatim izbacujući u dalj. Uskoro je ovladao i vještinom usisavanja zraka.
Iako po zanimanju pekar odlučio je unovčiti svoj jedinstveni talent. Prvi nastup imao je 1887. u rodnom Marseillu, a u 1892. prvi put nastupa u čuvenom pariškom klubu Mulin Rouge.
Najpoznatije točke su mu bile sviranje flaute preko gumene cijevi zataknute u anus, oponašanje grmljavine i topovske paljbe i gašenje svijeće s udaljenosti od nekoliko metara.
Najpoznatija je bila njegova interpretacija marsellijeze, francuske himne.
Njegove nastupe posjećivala je krema tadašnje Europe, među ostalima Edward princ od Walesa, belgijski kralj Leopold II i Sigmund Freud.
Nakon što 1894. nastupio na dobrotvornom nastupu za 3000 franaka (uobičajen honorar mu je bio 20 000 franaka) Moulin Rouge ga je tužio, nakon čega Pujol prelazi u Theatre Pompidour. U godinama koje su slijedile mijenjao je svoj repertoar, te je dodao još jednu čuvenu točku, opnašanje velikog potresa u San Franciscu 1906. godine.
Pujol je nastupao do prvog svjetskog rata kada je ogorčen ratnim strahotama zauvijek prestao s nastupima i otvorio pekarnicu u rodnom Marseillu. 
Umro je u 88. godini života u Marseillu gdje je i pokopan.
Sveučilište Sorbonne ponudilo je njegovoj obitelji značajnu novčanu svotu kako bi proučili njegovo tijelo. Obitelj je odbila taj zahtjev.